# Deutscher Hutarbeiter-Verband
Der Deutsche Hutarbeiter-Verband (DHAV) war eine freie Gewerkschaft, die im Deutschen Kaiserreich und in der Weimarer Republik aktiv war.

## Geschichte
Die Gewerkschaftsgeschichte lässt sich bis 1868 zurückverfolgen Zu dieser Zeit gab es die ersten Bestrebungen, eine Gewerkschaft für Arbeiter der Hutarbeiterbranche zu gründen. Mit der Gründung des Kaiserreichs wurde auch der Zentralverein der Deutschen Hutmacher gegründet. Der Sitz war in Offenbach am Main. Die Gewerkschaft konstituierte sich am 16. Juli 1871, offizielles Gründungsdatum wurde jedoch der 1. Januar 1872. 1165 Mitglieder in 42 Filialen war der Gründungsstand. Bis 1879 stieg die Anzahl auf 2667 Mitglieder an. Als zentrales Blatt erschien der „Korrespondent des Zentralvereins der deutschen Hutmacher“. Die Arbeitgeber reagierten scharf und gründeten einen eigenen Verband. Gewerkschaftsmitglieder wurden entlassen oder ausgesperrt. Der Sitz der Gewerkschaft wechselte anschließend nach Leipzig. Im Februar 1879 wurde die Gewerkschaft auf Grund des Sozialistengesetzes aufgelöst.
Im Mai 1880 wurde daher die Kranken- und Sterbekasse der Hutmacher gegründet, die als Unterorganisation einen Unterstützungsverein deutscher Hutmacher hatte. Aus dieser bildete sich nach dem Außerkrafttreten des Sozialistengesetzes der Hutarbeiter-Verband mit 2.864 Mitgliedern. Bis 1928 stieg die Mitgliederanzahl auf 18.509 Mitglieder in 47 Filialen. Damit umfasste der Verband mehr als 75 % aller in der Hutindustrie beschäftigten Personen.
Mit der Zerschlagung der Gewerkschaften durch die Nationalsozialisten endete die Verbandsgeschichte.
Nach dem Zweiten Weltkrieg wurde die Gewerkschaft Textil-Bekleidung (GTB) als Nachfolgerin der Gewerkschaften Bekleidungsarbeiter-Verband, Textilarbeiter-Verband und dem Hutarbeiter-Verband gründete. Die GTB fusionierte 1998 mit der Gewerkschaft IG Metall.

## Organisation
Die Gewerkschaft richtete sich an alle Arbeiter und Arbeiterinnen der Hutindustrie, die unter anderem Stroh-, Filz-, Seiden- und Klapphüte umfasst. Hinzu kamen verbundene Industriezweige, wie die Hutputzindustrie, die Linonformenindustrie, Haarschneidereien und Hutreparaturwerkstätten. Als Publikationsorgan erschien wöchentlich die Zeitung „Der deutsche Hutarbeiter“. Der Frauenanteil betrug etwa 50 %.
Organisatorisch wurde der Verband durch den Vereinsvorstand, den Beirat und den Verbandsausschuss geleitet. Es folgten die Vorstände und Versammlungen der Zahlstellen, der Verbandstag und die Urabstimmung. Die Mitgliedsbeiträge betrugen 30 bis 150 Pfennig. Der Verband unterstützte seine Mitglieder bei Erwerbslosigkeit, Krankheit, Invalidität bis hin zum Sterbefall. Auch Rechtsschutz bot der Verband an.
International organisiert war der Verband im Internationalen Hutarbeiterbund, der seinen Sitz ebenfalls in Altenburg hatte und der circa 40.000 Mitglieder in einem Großteil von Europa hatte.

## Vorsitzende
- 1876–1890: Hermann Kriemichen
- 1890–1918: Alfred Metzschke
- 1918–1921: Fritz Siefert
- 1922–1933: Franz Brösicke

## Bekannte Mitglieder
- Maria Burgi (1912–2017), langjährige Gewerkschafterin
- Margarete Hahn (1898–1981), Gewerkschafterin und Politikerin (SED)
- Willy Scholz (1889–1945), KPD-Politiker